# Gert Haucke
Gert Haucke (Berlino, 13 marzo 1929 – Luneburgo, 30 maggio 2008) è stato un attore e scrittore tedesco, che fu attivo in campo televisivo, teatrale e cinematografico.

## Biografia
Complessivamente, tra cinema e televisione, partecipò dall'inizio degli anni sessanta in poi a circa 150 diverse produzioni, interpretando circa 200/250 ruoli differenti.

Tra i suoi ruoli principali, figurano quello di Bruno Hanusch nella serie TV Il medico di campagna (Der Landarzt), ruolo interpretato dal 1987 al 2004, e quello del padre nel radiodramma Papa, Charly hat gesagt... (1972-1984). Apparve inoltre come guest star in serie TV quali L'ispettore Derrick, Der Kommissar, Il commissario Köster, Tatort, ecc.
Per il teatro, lavorò sia come attore che come regista tra l'altro ad Amburgo e Buenos Aires.

## Vita privata
Era marito dell'editrice Ute Blaich, scomparsa nel 2004.

## Filmografia parziale

### Cinema
- Rumpelstilzchen, regia di Fritz Genschow (1960)
- Das Glück läuft hinterher, regia di Peter Beauvais (1963)
- Ganovenehre, regia di Wolfgang Staudte (1966)
- La morte in jaguar rossa (Der Tod im roten Jaguar), regia di Harald Reinl (1968)
- Le milionarie dell'amore: prostituzione oggi (Heute), regia di Ernst Hofbauer (1970)
- Ludwig - Requiem per un re vergine (Ludwig - Requiem für einen jungfräulichen König), regia di Hans-Jürgen Syberberg (1972)
- Quando la verità scotta (Der Stoff aus dem die Träume sind), regia di Alfred Vohrer (1972)
- Die Verrohung des Franz Blum, regia di Reinhard Hauff (1974)
- Der Lord von Barmbeck, regia di Ottokar Runze (1974)
- Krankensaal 6, regia di Karl Fruchtmann (1974)
- Konfrontation, regia di Rolf Lyssy (1974)
- Das Messer im Rücken, regia di Ottokar Runze (1975)
- Auf Biegen oder Brechen, regia di Hartmut Bitomsky (1976)
- Verlorenes Leben, regia di Ottokar Runze (1976)
- Bananen-Paul, regia di Richard Claus (1982)
- Die Supernasen, regia di Dieter Pröttel (1983)
- Is' was, Kanzler, regia di Gerhard Schmidt (1984)
- Didi und die Rache der Enterbten, regia di Dieter Hallervorden e Christian Rateuke (1985)
- Seitenstechen, regia di Dieter Pröttel (1985)
- Didi auf vollen Touren, regia di Wigbert Wicker (1986)
- Der Experte, regia di Reinhard Schwabenitzky (1988)
- Fifty Fifty, regia di Peter Timm (1988)
- Adrian und die Römer, regia di Klaus Bueb e Thomas Mauch (1989)
- L'infiltrato (The Man Inside), regia di Bobby Roth (1990)
- Der König von Dulsberg, regia di Petra Haffter (1994)
- Halali oder Der Schuß ins Brötchen, regia di Joachim Roering (1995)
- Diebinnen, regia di Peter Weck (1996)

### Televisione
- Schlachtvieh, regia di Egon Monk – film TV (1963)
- Aus dem Tagebuch eines Hundes - Eine fast wahre Geschichte, regia di Michael Braun – film TV (1963)
- Das Glück läuft hinterher, regia di Peter Beauvais – film TV (1963)
- Die Übungspatrone, regia di Hanns Korngiebel – film TV (1964)
- Die Schneekönigin, regia di Wolfgang Spier – film TV (1964)
- Michael Kramer, regia di Peter Beauvais – film TV (1965)
- Ein Tag - Bericht aus einem deutschen Konzentrationslager 1939, regia di Egon Monk – film TV (1965)
- Bernhard Lichtenberg, regia di Peter Beauvais – film TV (1965)
- Hafenpolizei – serie TV, episodio 3x06 (1966)
- Intercontinental Express – serie TV, episodio 1x01 (1966)
- Hava, der Igel, regia di Hans Quest – film TV (1966)
- Socialaristokraten, regia di Claus Peter Witt – film TV (1966)
- Zug der Zeit, regia di Peter Beauvais – film TV (1967)
- Auf der Lesebühne der Literarischen Illustrierten – serie TV, 1 episodio (1967)
- Ein Jahr ohne Sonntag - serie TV (1968) - ruolo: Richard Sonntag
- Der Kidnapper - film TV (1969) - Comm. Neugebauer
- Polizeifunk ruft - serie TV, 1 episodio (1969)
- Die Deutschlandreise - film TV (1970)
- Eine große Familie - film TV (1970)
- Der Fall von nebenan - serie TV (1970)
- Paul Esbeck - film TV (1971)
- Hamburg Transit - serie TV, 4 episodi (1972) - Comm. John
- Black Coffee - film TV (1973)
- Tatort - serie TV, 1 episodio (1973) - Göbel
- Motiv Liebe - serie TV, 3 episodi (1974) - Commissario
- Der kleine Doktor - serie TV, 1 episodio (1974)
- L'ispettore Derrick - serie TV, 1 episodio, regia di Zbyněk Brynych  (1975) - Ross
- Feinde - film TV (1976)
- Fairy - film TV (1977)
- Preussenkorso 45-48 - film TV (1977)
- Il commissario Köster (Der Alte) - serie TV, 1 episodio (1977) - Rudi Stallmann
- Ein Mann will nach oben - serie TV, 6 episodi (1978) - Kiesow
- Leute wie du und ich - serie TV (1980)
- Il commissario Köster - serie TV, 1 episodio (1982) - Werner Prott
- Nordlichter: Geschichten zwischen Watt und Wellen - serie TV (1983)
- Die Geschwister Oppermann - miniserie TV (1983) - Prof. Mühlheim
- Tiere und Menschen - serie TV (1984)
- L'arca del dottor Bayer (Ein Heim für Tiere) - serie TV, 2 episodi (1985)
- Ich knüpfte manche zarte Bande - film TV (1985)
- Die Montagsfamilie - serie TV (1986) - Ernst Schröder
- 14º Distretto (Großstadtrevier) - serie TV, 1 episodio (1987)
- Il medico di campagna (Der Landarzt) - serie TV, 111 episodi (1987-2004) - Bruno Hanusch
- Der Experte - film TV (1988) - Prof. Alois Schönberg
- Die Bertinis - miniserie TV (1988)
- L'ispettore Derrick - serie TV, 1 episodio, regia di Horst Tappert  (1989) - Bodetzki
- Un caso per due - serie TV, 1 episodio (1989) - Fackelmann
- Heidi und Erni - serie TV, 1 episodio (1990)
- Hotel Paradies - serie TV, 1 episodio (1990)
- Die Froschintrige - film TV (1990)
- Kollege Otto - film TV (1991) - Alfons Lappas
- Magic - serie TV (1991) - Dorfmann
- Un caso per due - serie TV, 1 episodio (1991) - Dott. Hanstädter
- Ein Bayer auf Rügen - serie TV (1993) - Arthur Knoop
- Freunde fürs Leben - serie TV, 1 episodio (1993)
- La nave dei sogni (Das Trauschiff) - serie TV, 1 episodio (1993)
- Tatort - serie TV, 1 episodio (1995) - veterinario
- Blutige Spur - film TV (1995) - Comm. Watzke
- Un caso per due - serie TV, 1 episodio (1996) - Wolfgang Preute
- Kurklinik Rosenau - serie TV, 1 episodio (1996)
- 14º Distretto - serie TV, 1 episodio (1997) - Jakob Meier
- Il commissario Zorn - serie TV, 1 episodio (2002) - patologo

## Radiodrammi
- Papa, Charly hat gesagt... (1972-1984)

## Opere letterarie
- 1991 Koschka. Sieben Kapitel aus dem Leben einer Katze
- 1993 Mops und Moritz
- 1993 Die Sache mit dem Hund. 100 Rassen kritisch unters Fell geschaut und viele Tips, wie man sich den Hund zum Freund macht (con Heiko Gebhardt)
- 1996 Shir Khan
- 1997 Hund aufs Herz
- 2001 Mein allerbester Freund (con Barbara Treskatis)
- 2009 WarteSchleife – Unfrisiertes von Gert Haucke

## Discografia

### Singoli
- ...Und sehn uns an, bis wir ins Auge stechen/Lady Puppenface[8]